# Etatismus
Etatismus (von französisch État ‚Staat‘, im Englischen statism) ist ein Begriff der Allgemeinen Staatslehre, Politischen Theorie und Politischen Philosophie für ein Merkmal verschiedener Ideologien und Formen der Herrschaft, wonach außen- und innenpolitische, ökonomische, soziale und ökologische Probleme durch staatliches Handeln bewältigt werden sollen, etwa durch Staatsinterventionismus und Marktregulierung, Sozial-, Umwelt-, Struktur- und Kulturpolitik, Propaganda und Umerziehung, Datenerfassung, Militär, Nachrichtendienste und Polizei, durch Gebote, Verbote, Aufsicht, Überwachung und Kontrolle (beispielsweise Kapitalverkehrskontrolle, Systeme der Compliance etc.) sowie Subvention und Besteuerung.
Herrschaftsformen des Autoritarismus und Kollektivismus sind oft durch ein etatistisches Staatsverständnis unterlegt. In demokratischen Staatsmodellen können Verfassung und Governance unterschiedlich stark etatistisch ausgeprägt sein. In der Realität existieren somit viele Varianten des Etatismus, wobei verschiedene Politikstile des Paternalismus („Nanny State“) zur Geltung kommen sowie unterschiedliche Formen und Grade der Einbindung bzw. Vereinnahmung gesellschaftlicher Gruppen im Sinne des Korporatismus und unterschiedliche Formen und Grade der Einführung von Elementen der Planwirtschaft bestehen. Totalitäre Staaten gründen auf allumfassendem Etatismus und nehmen Gestalt in der Form einer Diktatur an. Im engeren Sinn kennzeichnet Etatismus eine politische Anschauung, die dem Staat eine (alles) überragende Bedeutung im wirtschaftlichen und sozialen Leben einräumt. Indikatoren für den Grad etatistischer Staatsführung sind die Staatsquote und die Steuerquote.
Der Begriff entstand um 1880 in Frankreich. Etatistische Positionen vertreten etwa der Absolutismus (Merkantilismus), Sozialismus (Marxismus), Borussianismus (Militarismus in Deutschland) und Nationalsozialismus (Wirtschaft im Nationalsozialismus, Neuer Plan). Gegenpositionen zum Etatismus („Antietatismus“) vertreten der Liberalismus (Neoliberalismus), Libertarismus, Anarchokapitalismus, Anarchosyndikalismus
und Anarchokommunismus.
Als Gegenbegriff zu Haltungen und Konzepten des Etatismus sind das Schlagwort Laissez-faire und der Begriff Minarchismus im Gebrauch. Zu den Konzepten, die dem Etatismus entgegenwirken und auf dem Gedanken der Subsidiarität aufgebaut sind, zählen Modelle der Selbstverwaltung. Ein Vorgehen, das darauf zielt, den Etatismus durch den Abbau von Vorschriften zurückzudrängen, bezeichnet man als Deregulierung.

## Anwendungen
Etatismus kann
- die Privatsphäre rechtlich zugunsten des staatlichen Machtbereichs einschränken und als staatliche Bevormundung wahrgenommen werden;
- mit zentralistischen Staatsauffassungen verbunden sein,[2] insbesondere auf die Erweiterung bundesstaatlicher Befugnisse gegenüber den Rechten von Gliedstaaten abzielen;
- Positionen des Dirigismus und der Planwirtschaft bezeichnen, in der staatliche Kontrolle und Eingriffe in wichtigen Industriezweigen und Lebensbereichen wirksam werden, sowie
- eine ausschließlich, einseitig oder vorrangig auf das Eingreifen des Staates eingestellte Erwartungshaltung und Denkweise darstellen.

## Etatismus in verschiedenen Ländern
Ein  bürokratischer Etatismus bestand neben einem ständischen Partikularismus bereits in der Epoche des Aufgeklärten Absolutismus.
In der Schweiz der Gegenwart wird damit hingegen die Stärkung der Zentralgewalt des Bundes gegenüber den Kantonen zum Ausdruck gebracht.
In Frankreich steht der Gaullismus für einen zentralistischen und dirigistischen Staat.
In der Türkei ist Etatismus (Devletçilik) eines der Grundprinzipien des Kemalismus.
Der Peronismus in Argentinien basierte auf einem etatistisch-autoritären Staatsverständnis.
In Italien stand der Faschismus für einen Staat als Lebensquelle des Volkes, der einen eigenen Willen besitzt.
Im englischen Sprachraum werden mit dem Begriff Nanny State eine Politik und ein Staat bezeichnet, die mit Verboten bzw. Pflichten, Sanktionen oder sonstigen Erschwernissen das Verhalten der Bürger beeinflussen und dabei das Recht mündiger Bürger auf freie Willensentscheidung in unangemessener Weise einschränken.